# Batina (Osijek-Baranja)
Batina is een plaats in de gemeente Draž in de Kroatische provincie Osijek-Baranja. De plaats telt 1048 inwoners (2001).